# Công tước xứ Roxburghe
Công tước xứ Roxburghe (tiếng Anh: Duke of Roxburghe; /ˈrɒksbərə/) là một tước hiệu trong Đẳng cấp quý tộc Scotland, được thành lập vào năm 1707 cùng với các tước hiệu Hầu tước xứ Bowmont và Cessford, Bá tước xứ Kelso và Tử tước Broxmouth. John Ker, Bá tước thứ 5 xứ Roxburghe trở thành người đầu tiên nắm giữ những tước hiệu này. Danh hiệu này bắt nguồn từ thị trấn hoàng gia Roxburgh ở Biên giới Scotland mà vào năm 1460, người Scotland đã đánh chiếm.
Bá tước xứ Roxburghe ban đầu được tạo ra vào năm 1616, trước khi được phong làm công tước, một số tước vị phụ khác được giữ: Hầu tước xứ Bowmont và Cessford (thành lập năm 1707), Bá tước xứ Kelso (1707), Bá tước Innes (1837), Tử tước Broxmouth (1707) ), Lãnh chúa Roxburghe (1600), và Lãnh chúa Ker xứ Cessford và Cavertoun (1616). Tất cả các tước hiệu đều là một phần của Đẳng cấp quý tộc Scotland, ngoại trừ Bá tước Innes, thuộc về Đẳng cấp quý tộc Vương quốc Liên hiệp Anh. Con trai cả của Công tước mang tước hiệu lịch sự là Hầu tước xứ Bowmont và Cessford.
Công tước và các tước vị liên quan của nó được trao cho những người thừa kế, những người sẽ thừa kế Bá tước, do đó có dòng dõi rất cụ thể. Sau cái chết của công tước thứ 4, các tước vị trở nên không hoạt động vì không ai có thể chứng minh được tuyên bố của họ. Năm 1812, Viện quý tộc ra phán quyết có lợi cho Ngài James Innes-Ker, Nam tước thứ 6 xứ Innes (xem Nam tước Innes), bác bỏ các yêu sách của người phụ nữ thừa kế của bá tước thứ hai và người thừa kế nam của bá tước thứ nhất.
Công tước xứ Roxburghe sẽ là Trưởng tộc Innes, nhưng không thể được công nhận vì ông vẫn giữ cái tên Innes-Ker.
Gia đình có trụ sở tại Lâu đài Floors gần Kelso, Scotland. Khu đất có tàn tích của Lâu đài Roxburgh trên một mũi đất giữa sông Tweed và Teviot. Nơi chôn cất truyền thống của các Công tước xứ Roxburghe là Tu viện tưởng niệm Roxburghe (còn được gọi là "Roxburghe Aisle"), một công trình bổ sung từ thế kỷ XX cho tàn tích của Tu viện Kelso.